# Мілл-Крік Тауншип (округ Лайкомінг, Пенсільванія)
Мілл-Крік Тауншип (англ. Mill Creek Township) — селище (англ. township) в США, в окрузі Лайкомінг штату Пенсільванія. Населення — 582 особи (2020).

## Демографія
Згідно з переписом 2010 року, у селищі мешкали 604 особи в 224 домогосподарствах у складі 191 родини. Було 257 помешкань
Расовий склад населення:
| - 97,7 % — білих - 0,5 % — корінних американців - 0,3 % — вихідців з тихоокеанських островів - 0,3 % — чорних або афроамериканців |

До двох чи більше рас належало 1,2 %. Частка іспаномовних становила 1,3 % від усіх жителів.
За віковим діапазоном населення розподілялося таким чином: 22,7 % — особи молодші 18 років, 65,5 % — особи у віці 18—64 років, 11,8 % — особи у віці 65 років та старші. Медіана віку мешканця становила 43,1 року. На 100 осіб жіночої статі у селищі припадало 106,8 чоловіків;  на 100 жінок у віці від 18 років та старших — 101,3 чоловіків також старших 18 років.
Середній дохід на одне домашнє господарство  становив 76 049 доларів США (медіана — 66 250), а середній дохід на одну сім'ю — 81 961 долар (медіана — 69 583). За межею бідності перебувало 5,8 % осіб, у тому числі 6,4 % дітей у віці до 18 років та 10,5 % осіб у віці 65 років та старших.
Цивільне працевлаштоване населення становило 305 осіб. Основні галузі зайнятості: освіта, охорона здоров'я та соціальна допомога — 22,3 %, виробництво — 19,0 %, роздрібна торгівля — 12,8 %, оптова торгівля — 8,2 %.